# 1792 dans le catholicisme
Chronologie du catholicisme
- 1788
- 1789
- 1790
- 1791
- 1792
- 1793
- 1794
- 1795
- 1796

Cet article présente les faits marquants de l'année 1792 dans le catholicisme.

## Évènements
- du 2 au 7 septembre : massacres de Septembre, plus d'un millier de personnes sont tuées, dont 116 religieux

## Naissance
- 2 février : Jacques-Marie Antoine Célestin Dupont, cardinal français, archevêque de Bourges († 26 mai 1859)
- 9 février : Thomas Cooke, prélat canadien, évêque de Trois-Rivières († 30 avril 1870)
- 11 février : Daniel-Victor Manglard, prélat français, évêque de Saint-Dié († 17 février 1849)
- 16 avril : Filippo de Angelis, cardinal italien, archevêque de Fermo († 8 juillet 1877)
- 1er mai : Thomas Gousset, cardinal et théologien français, archevêque de Reims († 22 décembre 1866)
- 13 mai : Bienheureux Giovanni Maria Mastai Ferretti, futur pape Pie IX († 7 février 1878)
- 2 juin : Gaspar-Joseph Labis, prélat belge, évêque de Tournai († 16 novembre 1872)
- 22 juin : Bienheureux Dominique Barberi, prêtre passionniste italien, apôtre de l'œcuménisme († 27 août 1849)
- 28 juillet : Ignác Fábry, prélat hongrois, évêque de Košice († 24 juin 1867)
- 4 août : Marie Dominique Auguste Sibour, prélat français, archevêque de Paris, assassiné († 3 janvier 1857)
- 29 août : 
  - Juan José de Aycinena y Piñol, prélat, intellectuel et homme politique guatémaltèque, évêque auxiliaire de Guatemala († 17 février 1865)
  - André Descamps, prêtre et écrivain belge, vicaire général de Tournai († 17 juillet 1866)
- 30 août : Mathias Loras, prélat et missionnaire français, premier évêque de Dubuque († 19 février 1858)
- 6 septembre : Mario Mattei, cardinal italien de la Curie († 7 octobre 1870)
- 7 septembre : Henri Baradère, prêtre et missionnaire français († vers 1839)
- 15 septembre : Domenico Savelli, cardinal de la Curie et homme d'État italien († 30 août 1864)
- 11 octobre : Antoine Blanc, prélat et missionnaire français , premier archevêque de La Nouvelle-Orléans († 20 juin 1860)
- 25 octobre : Sainte Jeanne Jugan, religieuse française, fondatrice des Petites Sœurs des pauvres († 29 août 1879)
- 28 octobre : Charles de la Croix, prêtre et missionnaire belge († 20 août 1869)
- 1er novembre : Philippe Bransiet, prêtre français, supérieur général des Frères des écoles chrétiennes († 7 janvier 1874)
- 2 novembre : Engelbert Sterckx, cardinal belge, archevêque de Malines († 4 décembre 1867)
- 20 novembre : Herman Meganck, prêtre jésuite et pamphlétaire belge († 24 août 1853)
- 8 décembre : Gioacchino Ventura, prêtre, prédicateur, écrivain et patriote italien († 2 août 1861)
- 11 décembre : Joseph Mohr, prêtre et compositeur autrichien († 4 décembre 1848)
- Date précise inconnue : 
  - Saint Paul Duong, laïc vietnamien, martyr († 3 juin 1862)
  - Michael Anthony Fleming, prélat et missionnaire irlandais, évêque de Saint-Jean († 14 juillet 1850)
  - Vicente Pou, prêtre catalan, penseur du carlisme († 1848)

## Décès
- 21 janvier : Giovanni Cristofano Amaduzzi, religieux, universitaire et philosophe italien (° 18 août 1740)
- 20 février : Mariano Martí, prélat et missionnaire espagnol, évêque de Caracas (° 14 décembre 1720)
- 27 février : Guillaume Thourein, prêtre et homme politique français (° date inconnue)
- 8 mars : François Charles Chevreuil, prêtre et homme politique français (° 26 novembre 1725)
- 9 mars : Girolamo Lombardi, jésuite et philologue italien (° 1707)
- 12 mars : Jean-Baptiste-Auguste de Villoutreix de Faye, prélat français, dernier évêque d'Oloron (° 3 novembre 1739)
- 16 mars : Francesco Florio, prêtre, historien et théologien italien (° 8 janvier 1705)
- 18 mars : Louis-François Daire, prêtre et historien français (° 6 juillet 1713)
- 19 mars : Raymond de Durfort, prélat français, archevêque de Besançon (° 10 août 1725)
- 14 avril : Maximilien Hell, prêtre jésuite, astronome et mathématicien hongrois (° 15 mai 1720)
- 27 avril : Abbé Desforges, prêtre français, connu pour avoir prôné le mariage des prêtres (° 9 mai 1723)
- 4 mai : Giuseppe Garampi, cardinal et historien italien, archevêque-évêque de Corneto et Montefiascone (° 29 octobre 1725)
- 3 juin : César-Constantin-François de Hoensbroeck, prélat belge, prince-évêque de Liège (° 28 août 1724)
- 5 juin : Thomas-Marie Mamachi, moine dominicain, historien et théologien gréco-italien (° 3 décembre 1713)
- 16 juin : Jean-Baptiste Amédée de Grégoire de Saint-Sauveur, prélat français, dernier évêque de Bazas (° 24 juin 1709)
- 21 juin : Thomas-Marie Royou, prêtre et journaliste français (° 25 janvier 1743)
- 29 juin : Juan de Velasco, prêtre jésuite, historien et enseignant équatorien (° 27 janvier 1727)
- 10 juillet : Henri Jabineau, prêtre janséniste, avocat et auteur français (° 30 mars 1724)
- 27 août : Benoit Sauvade, prêtre et inventeur français, guillotiné (° 14 juillet 1743)
- 2 septembre : 
  - Bienheureux Louis Barreau de La Touche, moine bénédictin réfractaire français, martyr (° 6 juin 1758)
  - Bienheureux Joseph Bécavin, prêtre réfractaire français, martyr (° 6 février 1767)
  - Bienheureux Charles-Jérémie Béraud du Pérou, prêtre réfractaire français, vicaire général de Saintes, martyr (° 17 novembre 1737)
  - Bienheureux Jacques Bonnaud, prêtre jésuite réfractaire français, martyr (° 27 octobre 1740)
  - Bienheureux Jean-François Burté, prêtre cordelier réfractaire français, martyr (° 21 juin 1740)
  - Bienheureux Ambroise Chevreux, moine bénédictin réfractaire français, martyr (° 13 février 1728)
  - Bienheureux Guillaume-Antoine Delfaud, prêtre jésuite réfractaire et homme politique français, martyr (° 5 avril 1733)
  - Bienheureux Jean Marie du Lau d'Allemans, prélat réfractaire français, archevêque d'Arles, martyr (° 30 octobre 1738)
  - Bienheureux Armand de Foucauld de Pontbriand, prêtre réfractaire français, vicaire général d'Arles, martyr (° 24 novembre 1751)
  - Bienheureux Georges Girault, prêtre réfractaire français, martyr (° 14 janvier 1728)
  - Bienheureux André Grasset de Saint-Sauveur, prêtre réfractaire français, martyr (° 3 avril 1758)
  - Bienheureux Joseph-Marie Gros, prêtre réfractaire et homme politique français, martyr (° 23 mai 1742)
  - Bienheureux Pierre-Michel Guérin, prêtre réfractaire français, martyr (° 8 mars 1759)
  - Bienheureux François-Louis Hébert, prêtre réfractaire français, supérieur général des eudistes, martyr (° 14 septembre 1735)
  - Bienheureux Jacques de La Lande, prêtre réfractaire et homme politique français, martyr (° 8 août 1733)
  - Bienheureux François-Joseph de La Rochefoucauld-Bayers, prélat réfractaire et homme politique français, évêque-comte de Beauvais, martyr (° 28 février 1736)
  - Bienheureux Pierre-Louis de La Rochefoucauld-Bayers, prélat réfractaire et homme politique français, évêque de Saintes, martyr (° 12 octobre 1744)
  - Saint Salomon Leclercq, prêtre lasallien réfractaire français, martyr (° 14 novembre 1745)
  - Bienheureux Urbain Lefebvre, prêtre réfractaire français, martyr (° 21 janvier 1725)
  - Bienheureux Jacques-François Lefranc, prêtre eudiste réfractaire et auteur français, martyr (° 30 mars 1739)
  - Bienheureux Marie-Auguste Luzeau de La Mulonnière, prêtre sulpicien réfractaire français, martyr (° 2 décembre 1762)
  - Bienheureux Jean-Philippe Marchand, prêtre réfractaire français, martyr (° 22 août 1764)
  - Bienheureux Thomas Jean Monsaint, prêtre réfractaire français, martyr (° 18 décembre 1725)
  - Bienheureux Apollinaire Morel, moine capucin réfractaire suisse, martyr (° 12 juin 1739)
  - Bienheureux Jean-Joseph Rateau, prêtre réfractaire français, martyr (° 18 novembre 1758)
  - Bienheureux Jacques-Augustin Robert de Lézardière, prêtre réfractaire français, martyr (° 27 novembre 1768)
  - Louis-François Rozé, prêtre réfractaire et homme politique français, martyr (° 21 mai 1737)
  - Bienheureux René-Joseph Urvoy, prêtre réfractaire français, martyr (° 25 novembre 1766)
- 3 septembre
  - Bienheureux René Marie Andrieux, prêtre jésuite réfractaire français, martyr (° 16 février 1742)
  - Bienheureux Jean-Charles-Marie Bernard du Cornillet, prêtre réfractaire français, martyr (° 5 août 1759)
  - Bienheureux Jean-Baptiste Bottex, prêtre réfractaire et homme politique français, martyr (° 26 décembre 1743)
  - Bienheureux Charles Carnus, prêtre réfractaire français, pionnier de l'aviation, martyr (° 30 mai 1749)
  - Bienheureux Philibert Fougère, prêtre réfractaire et homme politique français, martyr (° 28 septembre 1734)
  - Bienheureux Alexandre Lenfant, prêtre jésuite réfractaire et prédicateur français, martyr (° 5 septembre 1726)
  - Bienheureux Martin Loublier, prêtre réfractaire français, martyr (° 17 octobre 1733)
  - Bienheureux Jean-Michel Phelippot, prêtre réfractaire français, martyr (° 1743)
  - Armand-Anne-Auguste-Antonin Sicaire de Chapt de Rastignac, prêtre réfractaire et homme politique français, martyr (° 30 octobre 1727)
- 4 septembre : Bienheureux François Le Livec, prêtre jésuite réfractaire français, martyr (° 5 mai 1726)
- 7 septembre : Joseph Pouchot, prêtre français, évêque constitutionnel de l'Isère (° 9 novembre 1720)
- 9 septembre : Jean-Arnaud de Castellane, prélat réfractaire français, évêque de Mende, exécuté (° 11 décembre 1733)
- 28 septembre : François Pottier, prélat et missionnaire français, vicaire apostolique du Setchoan (° 9 mars 1726)
- 7 novembre : Francesco Luini, religieux jésuite et mathématicien italien (° 21 mars 1740)
- 8 novembre : Heinrich Braun, moine bénédictin et pédagogue allemand (° 17 mars 1732)
- 12 novembre : François de Narbonne-Lara, prélat français, évêque d'Évreux (° vers 1720)
- 24 novembre : Simon Wouters, religieux belge, abbé de l'abbaye de Parc (° 9 mars 1734)
- Décembre : Olivier Lebastard, prêtre réfractaire français (° 17 juin 1753)
- Date précise inconnue : Nicolas Baudeau, prêtre, théologien, économiste et journaliste français (° 24 avril 1730)